# Gare centrale d'Oslo
La gare centrale d'Oslo ((no) Oslo Sentralstasjon (Oslo-S)) est la principale gare ferroviaire de la ville d'Oslo et du réseau ferré norvégien. Ouverte en 1980 en même temps que le tunnel d'Oslo, elle sert de terminus aux lignes de Drammen,  Gardermoen, Gjøvik, Østfold, la ligne principale et la future ligne de Follo.

## Situation ferroviaire
La gare centrale d'Oslo est le point de départ et d'arrivée de la majorité des trains grandes lignes de la Norvège. À l'exception du tracé Est de la ligne d'Østfold qui débute à Ski, de la ligne d'Ofoten qui débute à Narvik et des lignes de Nordland et Meråker qui débutent à Trondheim, toutes les lignes utilisent la gare centrale d'Oslo comme point d'origine kilométrique. La position exacte de ce point kilométrique 0,000 est 270 mètres dans le Tunnel d'Oslo.

## Histoire

### Gare de la ligne principale,Hovedbanestasjonen
En décembre 1850, le gouvernement norvégien signe un contrat avec des investisseurs britanniques et la société Ricardo, Peto & Brassey pour construire la première ligne de chemin de fer norvégienne: la Hovedbane entre Eidsvoll et Christiana (ancien nom d'Oslo). Sur le site où le premier coup de pioche fut donné, une gare est achevée en 1854 d'après les plans de Heinrich Ernst Schirmer et Andreas Friedrich Wilhelm von Hanno. Inspirée par la gare de Crown Street à Liverpool, elle comporte un bâtiment voyageur en briques rouges parallèle à une halle couvrant les voies. Le bâtiment voyageur, amputé de ses tours, est aujourd'hui visible quoiqu'intégré entre ses successeurs: la gare de la ligne de l'Est (Østbanestasjonen), et la gare centrale.

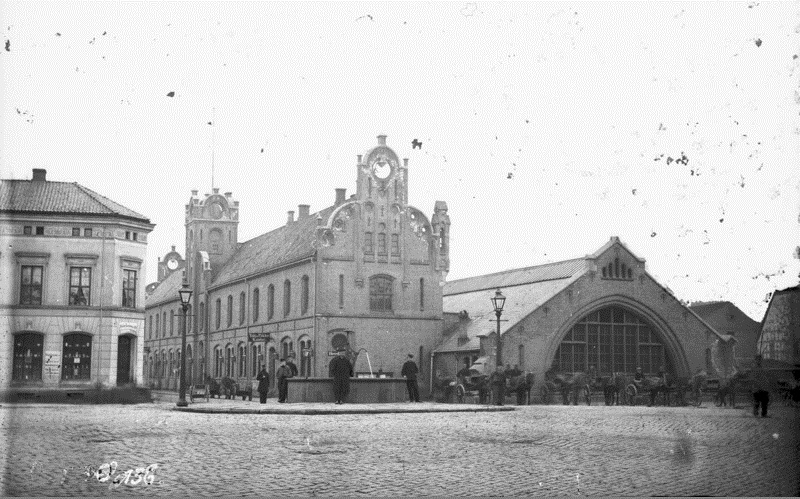
L'ancienne gare de la ligne principale

La ligne de Kongsvinger connecte en 1862 la Hovedbane et donc Oslo à la frontière suédoise. Dès 1871, elle permet de se rendre à Stockholm. Ensuite, la ligne d'Østfold ouvre en 1879, permettant de rejoindre Göteborg via Halden. Enfin, la Hedemarksbane prolonge en 1880 la Hovedbane vers Hamar.
La gare de 1854 ne peut alors plus faire face au trafic, malgré l'extension vers le port des bâtiments fret en 1859 et la construction de la gare de la ligne de l'Ouest (Vestbanestasjonen) pour accueillir les trains en provenance de Drammen. Le gouvernement demande donc au parlement de valider la construction d'une nouvelle gare.

### Gare de la ligne de l'Est,Østbanestasjonen
Georg Andreas Bull dessine deux nouvelles ailes à l'Ouest et au Sud pour former un U autour d'une nouvelle halle en fonte couvrant les voies. Cette nouvelle gare de la ligne de l'Est achevée en 1882 est d'inspiration néo-renaissance et termine l'avenue Karl Johan menant au palais. Reliant la Norvège et la Suède (via la ligne d'Østfold et la ligne de Kongsvinger), cette gare monumentale est la porte d'entrée de la ville empruntée par le roi Oscar II lors de ses allers-retours entre les royaumes. Elle était d'ailleurs dotée d'une antichambre dediée au roi.
En 1890 la gare de la ligne de l'Est accueille 1 million de passagers par an, et atteint en 1894 les 500 000 tonnes de fret par an. Quelques travaux sont entrepris pour déplacer les bâtiments de stockage plus loin à l'Est de la rivière Aker, et installer les marchés et bureaux dans les bâtiments alentour. La capacité de la gare reste néanmoins trop faible pour faire face à croissance, facilitée par l'achèvement de la Ligne de Røros vers Trondheim. Le ministère du travail forme en 1892 un comité pour étudier des solutions à l'engorgement des gares de la ligne de l'Est (Oslo Ø) et de la ligne de l'Ouest (Oslo V).
Dès 1869, le parlement avait décidé que la Ligne de Drammen devrait être connectée à la ligne principale, et donc Oslo Ø. Comme souvent à cette époque où les ambitions politiques pour le transport ferré étaient bien plus importantes que les budgets accordés, un dépassement de budget empêche la liaison d'être effectuée. En 1899, la commune d'Oslo entreprend la construction de la Havnebane le long du port pour relier les deux gares. La ligne longue de 2,2 kilomètres est terminée en 1907. Une différence de gauge (Oslo V et la ligne de Drammen étaient à écartement CAP, contrairement à la ligne principale en écartement standard) oblige à transvaser les trains au niveau de la forteresse d'Akershus jusque dans les années 1930.

L'ancienne gare de la ligne de l'Est, aujourd'hui le centre commercial Østbanehallen

Cette décision résout la question des convois transférant les marchandises d'une gare à l'autre, mais celle de la saturation d'Oslo Ø persiste. En 1896 le parlement refuse une nouvelle fois d'attribuer des fonds pour une extension provisoire de la gare, et décide d'organiser un concours pour trouver une solution. Il est remporté par Sam Eyde et C.O. Gleim qui souhaitent déplacer tout le trafic de marchandises vers une autre gare plus loin à l'Est tout en déplaçant le triage vers Loenga. Le comité ferroviaire recommande en 1899 le financement des travaux, ce que le parlement refuse par un vote 70-39. Après de nombreuses péripéties parlementaires, les travaux commencent en 1904 et sont achevés en 1907.
En 1938, le gouvernement demande avec succès au Storting de cofinancer avec la commune et la chambre de commerce d'Oslo un comité pour déterminer l'avenir des gares d'Oslo, à l'occasion d'un nécessaire agrandissement de la gare de la ligne de l'Est. Le comité rend son rapport en 1940 et propose entre autres de:
- Relier Oslo Ø à la ligne de l'Ouest par un Tunnel d'Oslo.
- Centraliser le transport de passagers à Oslo Ø et y construire nouvelles voies et quais.
- Agrandir Oslo Ø pour qu'elle puisse accueillir tout le trafic de la ligne de Drammen.
- Déplacer le bureau des douanes ferroviaires au Sud de la zone fret d'Oslo Ø.
- Fermer Oslo V et la remplacer par une gare souterraine sur le trajet du tunnel à proximité de l'hôtel de ville.
- La transformation de la gare d'Alnabru en un grand centre de triage pour soulager Loenga.

La Seconde Guerre mondiale interrompt néanmoins les projets d'agrandissement. Dans la nuit du 2 février 1942, le Groupe Osvald effectue deux attentats à la bombe dans les gares de la ligne de l'Est et de l'Ouest alors que de très nombreux militants du Nasjonal Samling étaient présents à Oslo pour l'investiture de Vidkun Quisling comme premier ministre. 4 hommes sont blessés à Oslo Ø et les bâtiments sont sévèrement endommagé par cette action de sabotage qui prit une importante valeur symbolique.
Les installations ferroviaires norvégiennes sont en mauvais état au sortir de la guerre. En 1946 la NSB obtient la création d'un bureau dédié à la planification de la nouvelle gare centrale. Un concours archictectural sur la base des recommandations de 1940 est organisé. Le projet monumental Grønt lys (feu vert) de John Engh et Peer Qvam remporte le premier prix. Il impliquait de raser la gare de la ligne de l'Est pour agrandir la place Jernbanetorget, ainsi que de construire une entrée principale dans l'axe de l'avenue Karl Johan et un immeuble de 10 étages.
Le projet subit plusieurs ajustements. Il est notamment proposé de prolonger le futur tunnel à double voie entre la nouvelle gare et la Ligne de Drammen jusqu'à Skarpsno et d'y aménager une gare desservant Frogner. Les principes de Grønt lys sont retenus mais il n'existe alors pas de plans détaillés pour la future gare centrale. La priorité est donnée à la construction de la gare de triage d'Alnabru car elle peut être construite rapidement. Le projet révisé d'une nouvelle gare centrale et d'une tunnel à double voie sous le centre-ville est unanimement approuvé par le Storting le 10 mai 1962.

### Attentat du 2 juillet 1982
Un attentat à la bombe a eu lieu le 2 juillet 1982 dans un casier à bagages du bâtiment de la gare de la ligne de l'Est. Une jeune femme fut tuée et 11 personnes furent blessées. L'attaque n'est pas revendiquée, mais une nouvelle bombe, défectueuse celle-ci, fut trouvée dans un casier la semaine suivante. La police identifia au cours de l'enquête des empreintes digitales. Elles permirent de confondre un mois plus tard un jeune homme de 18 ans impliqué dans une autre affaire. Il a avoué être responsable de l'attentat et indiqué avoir souhaité extorquer de l'argent à la NSB.

### Gare centrale,Sentralstasjonen
Le conseil municipal d'Oslo exige en 1976 que le bâtiment voyageurs de la gare de la ligne de l'Est soit préservé, imposant ainsi John Engh à revoir ses plans pour intégrer la nouvelle gare dans le bâti existant. Le Tunnel d'Oslo, les quais et leurs accès sous un immeuble de bureaux sont inaugurés le 30 mai 1980. Le roi Olav V pose le 15 octobre 1980 la première pierre de la seconde tranche qui est construite au-dessus du tunnel, au nord de la gare de 1854. Cette seconde tranche, également conçue par John Engh, comporte le hall principal en béton brut décoré par Jens Johannesen et ouvre en 1987.
La troisième et dernière tranche dessinée par John Engh est livrée en 1990 dans le prolongement de la gare de 1882, et avec un bâtiment en verre au Sud-Est. Il donnait accès aux voies 14 à 19 tout en permettant d'entrer dans la gare en venant du port. La partie en verre est détruite pour laisser place au terminal du Flytog conçu par Ivar Lykke et Marius Wormdal et inauguré en 1998 avec l'extension Nord. La gare a désormais une entrée Sud du côté de l'opéra ainsi qu'un accès direct à la station de métro de Jernbanetorget et au terminal de bus d'Oslo au Nord.

## Fréquentation
En 2018, 1000 trains dont 934 transportant des passagers transitaient par la gare chaque jour. Il n'y a pas de statistiques exactes quant au nombre de passagers utilisant la gare. D'après le propriétaire Bane NOR, il y aurait eu en 2017 90 000 embarquements et débarquements par jour. Cela correspondrait à 180 000 passagers par jour et donc autour de 65 millions de passagers par an. Le gestionnaire des espaces commerciaux indiquait quant à lui entre 160 000 et 170 000 visiteurs par jour en moyenne 2018. Cette estimation est un peu plus basse avec 60 millions de passagers par an.
En 2015, le complexe multimodal bus-métro-tram "Jernbanetorget" avait 50 millions de passagers par an. La régie publicitaire de la station de métro indique en 2018 accueillir 24,3 millions de passagers par an. Il est possible que l'estimation de 60 à-70millions de passagers concerne la totalité du pôle multimodal incluant Jernbanetorget et la gare centrale d'Oslo. Il s'agit du plus important de Norvège.

## Services voyageurs

### Accueil
Principale gare de Norvège, elle est ouverte de tous les jours de 3h45 à 1h30 le lendemain. Les guichets vendent des tickets en de 7h30 à 20h en semaine et de 10h à 18h le week-end. Il y a également des machines en libre-service et des distributeurs de billets. La gare a aussi des casiers à bagages et toilettes payants.
Elle est équipée au Sud d'un parking couvert et est adaptée aux personnes à mobilité réduite (ascenseurs, sanitaires, tapis roulants, plans inclinés...).

Plusieurs kiosques vendant nourriture, journaux, rafraichissements et friandises se trouvent à l'intérieur du bâtiment principal qui jouxte deux centres commerciaux: Østbanehallen et Byporten (no). Une succursale de location de voitures est installée dans la gare qui est entourée d'hôtels et à deux pas de l'office du tourisme.

### Dessertes
| Gare précédente  |                        |                               |                        | Gare suivante   |
| ---------------- | ---------------------- | ----------------------------- | ---------------------- | --------------- |
| Nationaltheatret | Ligne de Drammen       | Ligne de Drammen              | Ligne de Drammen       | Terminus        |
| Terminus         | Ligne de Gardermoen    | Ligne de Gardermoen           | Ligne de Gardermoen    | Lillestrøm      |
| Terminus         | Ligne de Gjøvik        | Ligne de Gjøvik               | Ligne de Gjøvik        | Tøyen           |
| Terminus         | Ligne d'Østfold        | Ligne d'Østfold               | Ligne d'Østfold        | Nordstrand      |
| Terminus         | Hovedbanen             | Hovedbanen                    | Hovedbanen             | Bryn            |
| Gare précédente  | Trains longue distance | Trains longue distance        | Trains longue distance | Gare suivante   |
| —                | 21                     | Oslo S–Trondheim S            |                        | Lillestrøm      |
| —                | 70                     | Oslo S–Stockholm C            |                        | Lillestrøm      |
| Asker            | 41                     | Bergen–Oslo S                 |                        | —               |
| Nationaltheatret | 50                     | Stavanger-Kristiansand–Oslo S |                        | —               |
| Gare précédente  | Trains régionaux       | Trains régionaux              | Trains régionaux       | Gare suivante   |
| Nationaltheatret | R10                    | Drammen–Oslo S–Lillehammer    |                        | Lillestrøm      |
| Nationaltheatret | R11                    | Skien–Oslo S–Eidsvoll         |                        | Lillestrøm      |
| —                | R20                    | Oslo S–Halden-Gothenburg      |                        | Ski             |
| —                | R30                    | Oslo S–Gjøvik                 |                        | Grefsen         |
| Gare suivante    |                        |                               |                        | Gare précédente |
| —                | F1                     | Oslo S–Aéroport d'Oslo        |                        | Aéroport d'Oslo |
| Nationaltheatret | F1X                    | Stabekk–Aéroport d'Oslo       |                        | Aéroport d'Oslo |
| Nationaltheatret | F2                     | Drammen–Aéroport d'Oslo       |                        | Lillestrøm      |
| Gare précédente  | Trains de banlieue     | Trains de banlieue            | Trains de banlieue     | Gare suivante   |
| Nationaltheatret | L1                     | Spikkestad–Oslo S–Lillestrøm  |                        | Bryn            |
| Nationaltheatret | L2                     | Stabekk–Oslo S–Ski            |                        | Nordstrand      |
| Nationaltheatret | L2x                    | Stabekk–Oslo S–Ski            |                        | Hauketo         |
| —                | L3                     | Oslo S–Jaren                  |                        | Tøyen           |
| Nationaltheatret | L12                    | Kongsberg–Oslo S–Eidsvoll     |                        | Lillestrøm      |
| Nationaltheatret | L13                    | Drammen–Oslo S–Dal            |                        | Lillestrøm      |
| Nationaltheatret | L14                    | Asker–Oslo S–Kongsvinger      |                        | Lillestrøm      |
| Nationaltheatret | L21                    | Stabekk–Oslo S–Moss           |                        | Holmlia         |
| Nationaltheatret | L22                    | Skøyen–Oslo S–Mysen           |                        | Kolbotn         |

Exemple de trains desservant Oslo S
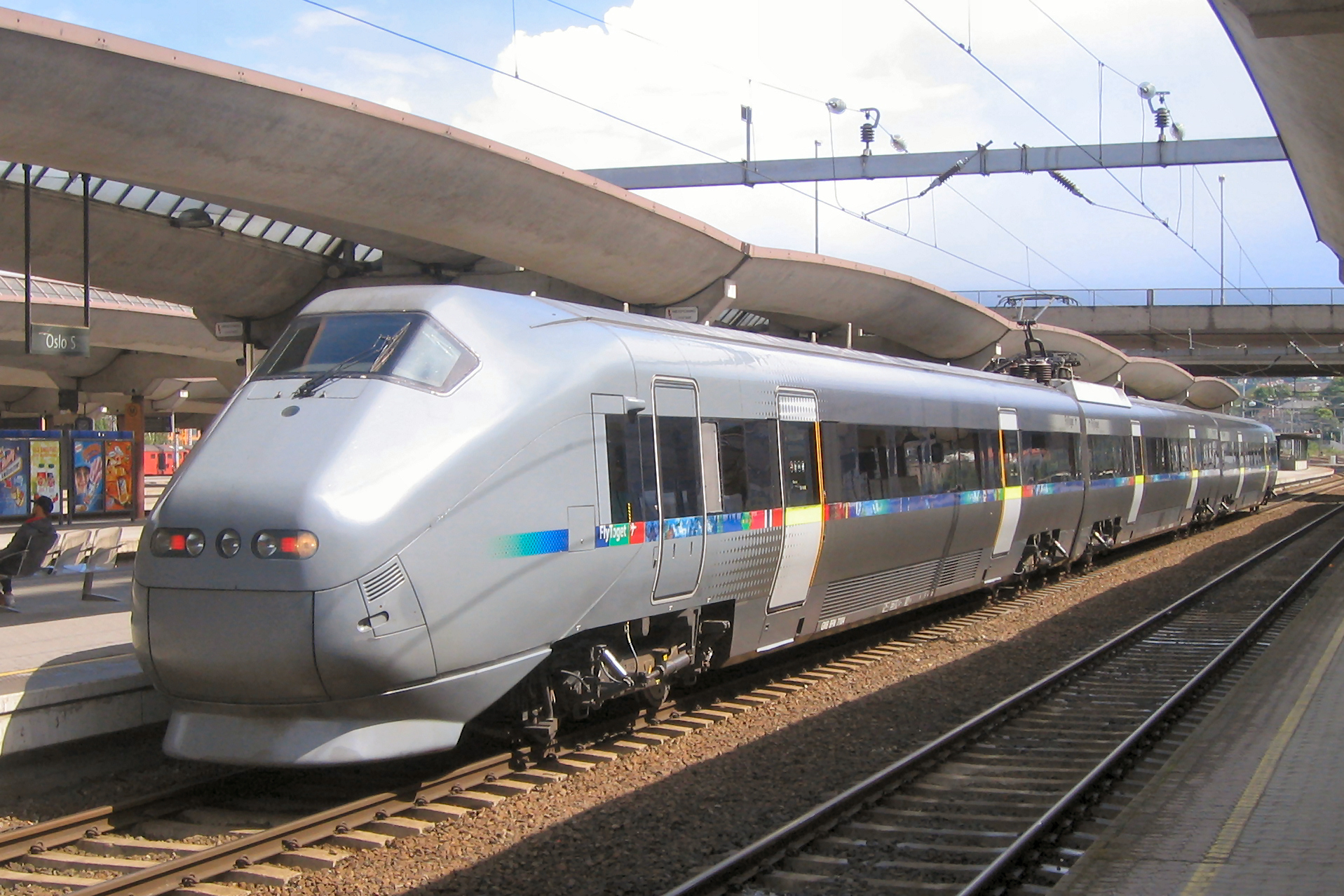
Rame GMB Classe 71 du Flytoget
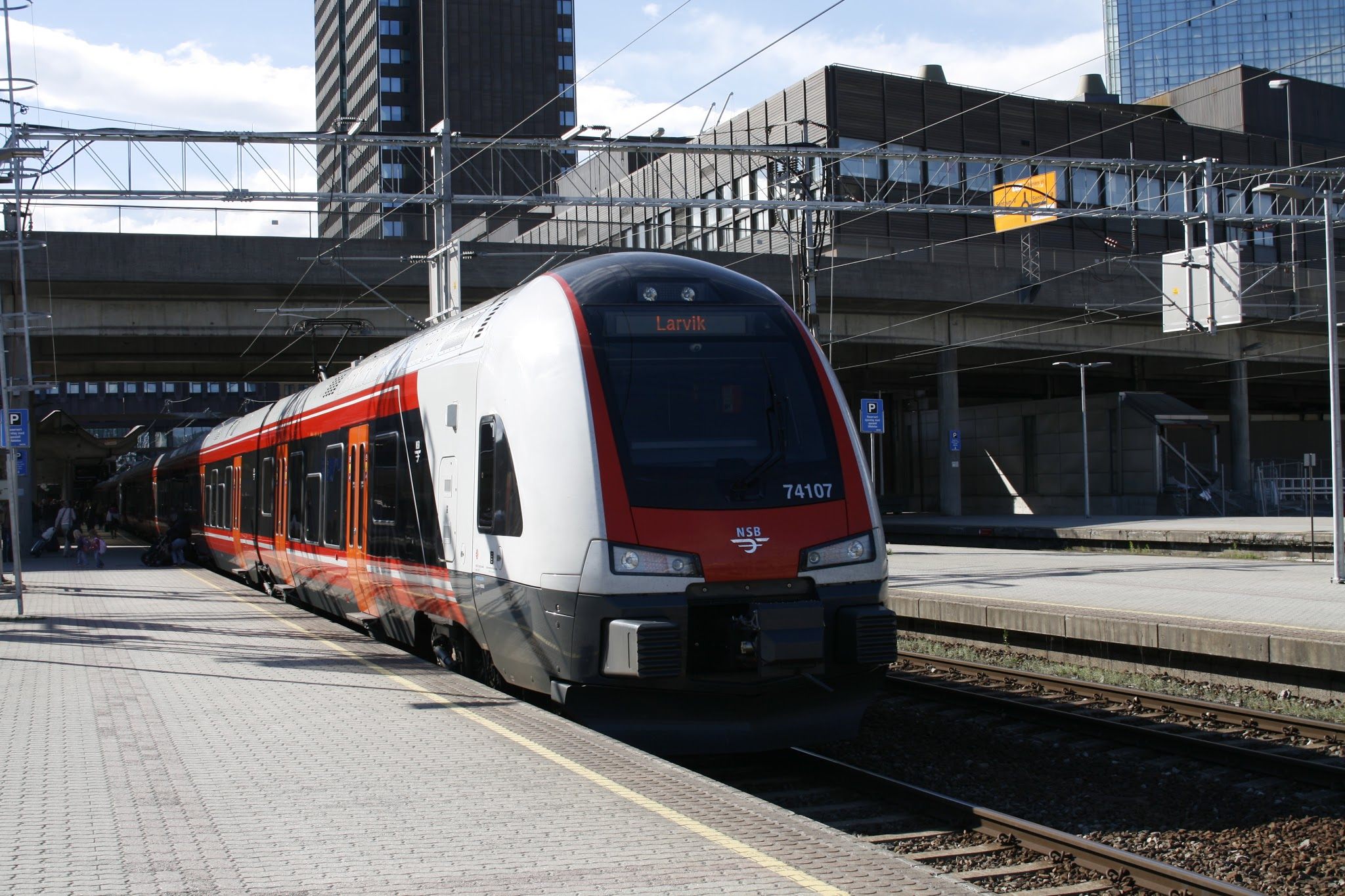
Rame Classe 74 no 107 en direction de Larvik.

### Intermodalité
Les arrêts de bus de Jernbanetorget (Ouest) et Tollboden (Sud) ainsi que le terminal de bus d'Oslo (Nord) sont desservis par les lignes urbaines suivantes:
- 30 Bygdøy - Nydalen
- 31E Fornebu - Kalbakken
- 32 Voksenskog - Kværnerbyen
- 34 Tåsen -Ekeberg hageby
- 37 Nydalen T -Helsfyr
- 54 Tjulvholmen - Kjelsås
- 60 Vippetangen - Tonsenhagen
- 70 Nationaltheatret - Skullerud
- 71A Bjørndal - Mortensrud T (-Jernbanetorget)
- 74 Jernbanetorget - Mortensrud T
- 80E Jernbanetorget - Åsbråten
- 82E Jernbanetorget - Tårnåsen
- 83 Jernbanetorget -Tårnåsen
- 84E Jernbanetorget - Myrvoll stasjon
- 85 Jernbanetorget - Ulvøya

Le terminal de bus d'Oslo accueille des lignes régionales et longue distance.
La station de métro de Jernbanetorget est desservie par toutes les lignes du métro d'Oslo.
Les arrêts de tram de Jernbanetorget devant la gare (Ouest) et le long de la place du conseil de l'Europe (Nord-Ouest) sont desservis par toutes les lignes du tramway d'Oslo.
Il y a un hôtel à vélos au sud de la gare, sur la place Christian Frederik.